# Masia de Can Gruart
|  | Per a altres significats, vegeu «Can Gruart». |

Can Gruart és una masia al sud del municipi de Cassà de la Selva (al Gironès). Es tracta d'un edifici de planta quadrada. La casa ostenta una portalada adovellada amb un escut on s'inscriu la data 1565, la silueta d'un cap masculí vist de front i un text d'un passatge de l'evangeli de Sant Lluc. Totes les finestres conserven amples marcs de pedra picada, amb inscripcions que donen testimoni de les ampliacions i modificacions. Així, la reforma de 1628 i altres. Hi ha un pou rodo amb brancals i travesser. És molt remarcable la pallissa del mas que recorda la forma d'un petit temple amb tres columnes circulars de pedra i amb capitells d'ordre dòric que sustenten l'estructura de fusta de la coberta.
Les primeres notícies de la família Gruart provenen del fogatge de Caçà de 1497 en que Pere Gruart hi consta com a cap de casa. El llinatge continuarà fins que quatre-cents anys després amb la mort del reveren Frederic Gruart i Sauch, que fou secretari de Sant Antoni Maria Claret quan aquest era arquebisbe de l'Havana, el patrimoni passà a la casa Vilahur per herència. Aquesta família s'ha vinculat amb altres cases principals de terres gironines: els Guinard, de Celrà, els Iglésies, de Santa Coloma, els Quintana, de Colomers, els Sauch de Vilablareix. El 1738 s'edificà una petita capella tocant a la casa, consagrada a Sant Vicenç, patró d'Esclet, on hi havia culte públic; fou destruïda l'any 1936.